# 東大美女図鑑
『東大美女図鑑』（とうだいびじょずかん）は、東京大学で活動する現役の「東大美女」を集めた団体、および同名の写真誌の名称である。同大学のSTEMS UT（UTは the University of Tokyo の略）という団体が、運営および書籍の制作・編集・自費出版を行っている。

## 概要
2013年5月に、「東大女性のイメージを変える」こと、また「女子学生比率がわずか18%である東大の女子受験生を増やす」ことを目標に、運営の学生有志男女7、8名が「東大美女」を40名程度集め、結成された。同月行われた東京大学の学園祭である第86回「五月祭」に有志企画として出場し話題を集めた。同年のミス東大コンテストに、ミス東大グランプリ澤田有也佳らを輩出。
2014年5月の第87回「五月祭」にあわせ、写真誌『東大美女図鑑 vol. 1』を運営部の自費出版で発表し、公式サイト上にも販売ページを開設した。
2014年11月の第65回「駒場祭」では、続刊となる写真誌『東大美女図鑑 vol. 2』を、同様に自費出版にて発表。同年の「ミス東大コンテスト2014」に、ミス東大グランプリ藤澤季美歌、準グランプリ後藤夢乃らファイナリスト5名全員を輩出した。
2015年5月の第88回「五月祭」では、写真誌『東大美女図鑑 vol. 3』を自費出版にて発表。
2016年5月に、旅行大手エイチ・アイ・エスが、海外旅行に向かう航空機内で『東大美女図鑑』のメンバーが隣に座ってくれるキャンペーンを始めると発表したが、「セクハラだ」などの非難が殺到し、即日で中止を決めた。

### STEMS UT
東大美女図鑑の運営・書籍編集・自費出版は、東京大学のサークル「STEMS UT」によって行われている。「STEMS」とは、中心的に活動してきた創設者5名の頭文字を並べたものという。STEMS UTは東大美女図鑑を含む複数の企画を運営している。

## 写真誌『東大美女図鑑』
写真誌『東大美女図鑑』は、「知性と美」を兼ね備えた東大美女をテーマとし、2014年5月17日に『vol. 1』が発表された。『vol.1』には、東大に通う女子学生約20名の学生生活を捉えた写真が掲載されている。モデルの個人名が明かされない一方で、出身高校の偏差値や大学入試センター試験の得点などが紹介されている。
『vol. 2』は2014年11月に行われた駒場祭にて発表された。『vol. 1』よりページ数を倍増、「東大美女」29名の学生生活を追った写真が並んでいるほか、東大美女の本音アンケートなども掲載されている。
『vol. 3』は2015年5月の第88回五月祭にて発表。ページ数は『vol. 2』よりさらに倍以上のフルカラー88ページとなり、「東大美女」36名を見開きページで紹介している。「東大美女図鑑、のびる」というコンセプトのもと、モデルらの「成長」と「努力」に焦点を当てた記事構成で、勉強だけではなく、日々努力を重ねて成長していく東大美女たちの魅力にフォーカスしている。特集記事では、幼少期からの成長や成人式の晴れ姿も掲載。また、春に入学した1年生がどのように受験生活を乗り越え成長してきたかについてインタビューしている。

## 主な参加者・出身者
- 林詩遥子（元タレント）
- 澤田有也佳（ABC朝日放送アナウンサー、元タレント）
- 大筋由里桂（元タレント、元キャスター）
- 磯貝初奈（元中京テレビアナウンサー、気象予報士、タレント、キャスター）

## 出演

### テレビ
- 行列のできる法律相談所（2014年7月20日 - 日本テレビ系）
- 東京マキタスポーツ（2014年7月26日・2015年1月6日 - テレビ東京） - 「東大美女の裏側をスクープ!!」・「芸能界最強の占い師ゲッターズ飯田が2015年を占う新年会！」
- 仕事のアンテナ（初回放送2014年9月26日 - BSジャパン）
- 報道ステーション SUNDAY（2015年1月18日 - テレビ朝日系） - 「朝日新聞デジタルランキング」
- 今日感テレビ（2015年1月19日 - RKB毎日放送）
- 情報プレゼンター とくダネ!（2015年1月22日 - フジテレビ系）
- オイコノミア（2015年6月1日 - NHK Eテレ） - 「人づきあいがうまくなる！経済学」
- ヒルナンデス!（2015年6月2日 - 日本テレビ系） - 「東京大学の五月祭に潜入スペシャル!!」

### 雑誌
- 週刊ポスト（2014年5月26日号・2015年6月5日号 - 小学館） - 「美しすぎる東大女子図鑑」（撮影：渡辺達生）・「東大美女図鑑2015」（撮影：『東大美女図鑑』編集部・藤岡雅樹）
- 週刊現代（2014年11月1日号 - 講談社） - 「東大美女図鑑 2014秋」（撮影：佐々木将弘・佐藤寛峻）
- FLASH（2015年2月10日号 - 光文社） - 「東大を支える18%の美女たち」
- Street Jack（2015年5月号 - KKベストセラーズ） - 「女子文化人類学・東大美女の生態について」
- 東京グラフィティ（2015年6月号 - グラフィティ） - 「TOKYO いろいろガールズカルチャー大図鑑」

### イベント
- 横浜開港記念みなと祭 ヨコハマカワイイパーク（ヨコハマカワイイパレード・ヨコハマカワイイステージ）[2]
- 東アジア文化都市2014横浜カフェ〜ヨコハマサイドステージ〜[18]